# موريس بي. كلارك
موريس بي. كلارك (بالإنجليزية: Maurice B. Clark)‏ هو شخصية أعمال أمريكي، ولد في 1827، وتوفي في 1901.